# Jameson Raid

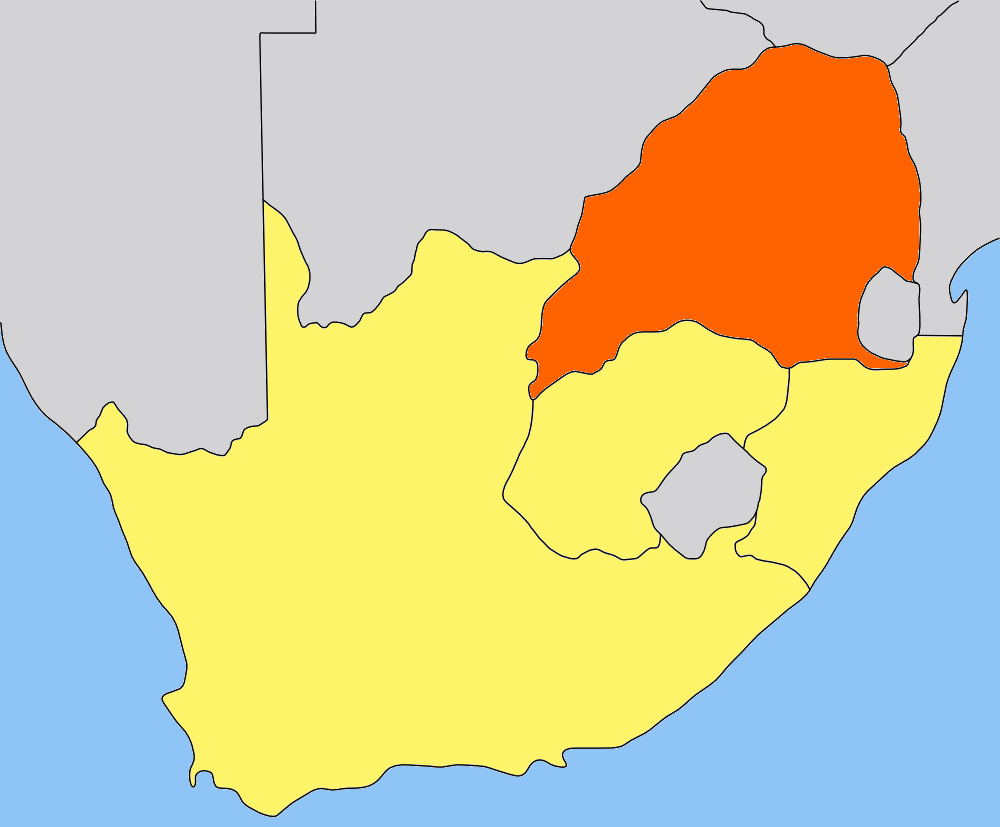
Südafrikanische Republik, oft auch Transvaal-Republik genannt (rot)

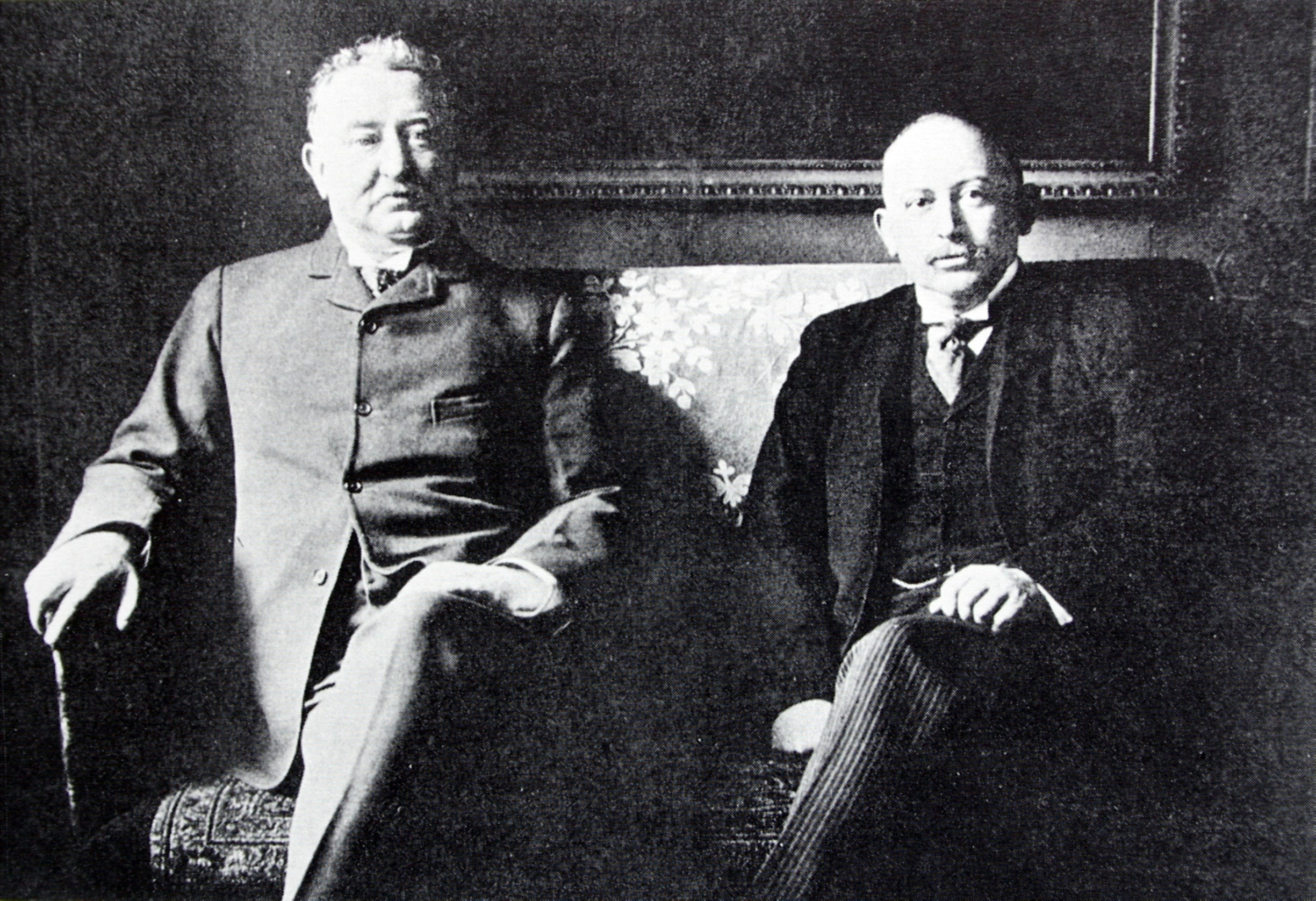
Cecil Rhodes und Alfred Beit (1896)

Der Jameson Raid (deutsch etwa: „Jameson-Überfall“) war ein Überfall irregulärer probritischer Einheiten auf die Südafrikanische Republik (Transvaal). Er wurde von Cecil Rhodes geplant, von Leander Starr Jameson angeführt und dauerte vom 29. Dezember 1895 bis zum 2. Januar 1896. Beabsichtigt war, von der Kapkolonie aus einen Aufstand der hauptsächlich britischen ausländischen Arbeiter in Transvaal zu unterstützen und schließlich das Gebiet dem britischen Territorium anzugliedern. Der Raid scheiterte zwar, war jedoch ein wichtiger Schritt in den Zweiten Burenkrieg.
Der Raid löste in der Folge eine internationale Krise aus: Wilhelm II. gratulierte dem Präsidenten Transvaals Paul Krüger mit der sogenannten Krüger-Depesche persönlich zum Sieg, was sowohl im deutschen Reich als auch im Vereinigten Königreich zu einer nationalistischen Welle führte und beide Länder stark entfremdete.

## Hintergrund
Die Südafrikanische Republik wurde zu dieser Zeit von etwa 30.000 Buren bewohnt. Außerdem lebten ca. 60.000 Uitlanders („Ausländer“) im Lande, hauptsächlich Briten und Deutsche, die im Bergbau tätig waren. Um diesem demographischen Missverhältnis sowie etwaigen britischen Besitzansprüchen entgegenzuwirken (die Südafrikanische Republik hatte bereits 1877–1881 unter britischer Verwaltung gestanden), erließ die burische Regierung Gesetze, die den Uitlanders politische wie wirtschaftliche Gleichberechtigung verweigerten. Insbesondere unter den britischen Uitlanders führte dies zu erheblicher Missstimmung. Diese gipfelte in der Planung eines Putsches, der die Burenregierung stürzen sollte. Die politische Führung der Uitlanders war das Reform Committee in Johannesburg.
Teil des Planes war die Stationierung pro-britischer Militär-Einheiten an der Grenze von Bechuanaland zu Transvaal, die dem Aufstand der Uitlanders schnell zu Hilfe kommen sollten. Dafür wurde ein rund 65 km² großes Gelände bei Pitsani nördlich von Mafeking erworben. Unterstellt waren die Einheiten Leander Starr Jameson, dem Verwaltungschef von Südrhodesien. Die Truppe war rund 600 Mann stark: 400 Mitglieder der Matabeleland Mounted Police sowie 200 Freischärler. Die Bewaffnung bestand aus Gewehren, sechs Maxim-Maschinengewehren sowie drei Stück leichter Artillerie.
Ziel des Jameson Raids war es, auf Johannesburg zu marschieren und den Putsch zu unterstützen, der zeitgleich stattfinden sollte. Der Raid wurde Mitte 1895 vom Premierminister der Kapkolonie, Cecil Rhodes, geplant. Finanziert wurde die Aktion vor allem von dem Deutsch-Briten Alfred Beit und weiteren Randlords. Bei der Ausführung kam es aber bald zu erheblichen Verzögerungen.

## Ablauf

Leander Jameson

Frustriert von den Verzögerungen beschloss Jameson, auf eigene Faust zu handeln. Er schickte ein Telegramm an Rhodes, in dem er ihn über seine Absichten informierte, und überschritt mit seinen Truppen am 29. Dezember die Grenze zu Transvaal in Richtung auf Johannesburg. Der britische Kolonialminister Joseph Chamberlain war, obwohl er mit den Zielen des Raids sympathisierte, mit dem Zeitpunkt unzufrieden. Er instruierte den Generalgouverneur der Kapkolonie, sich von Jamesons Aktion zu distanzieren, und warnte Rhodes, dass die Minenlizenzen in Gefahr wären, falls publik würde, dass der Premierminister der Kapkolonie in den Raid verwickelt war. Alle britischen Kolonisten wurden angewiesen, Jameson nicht zu unterstützen.

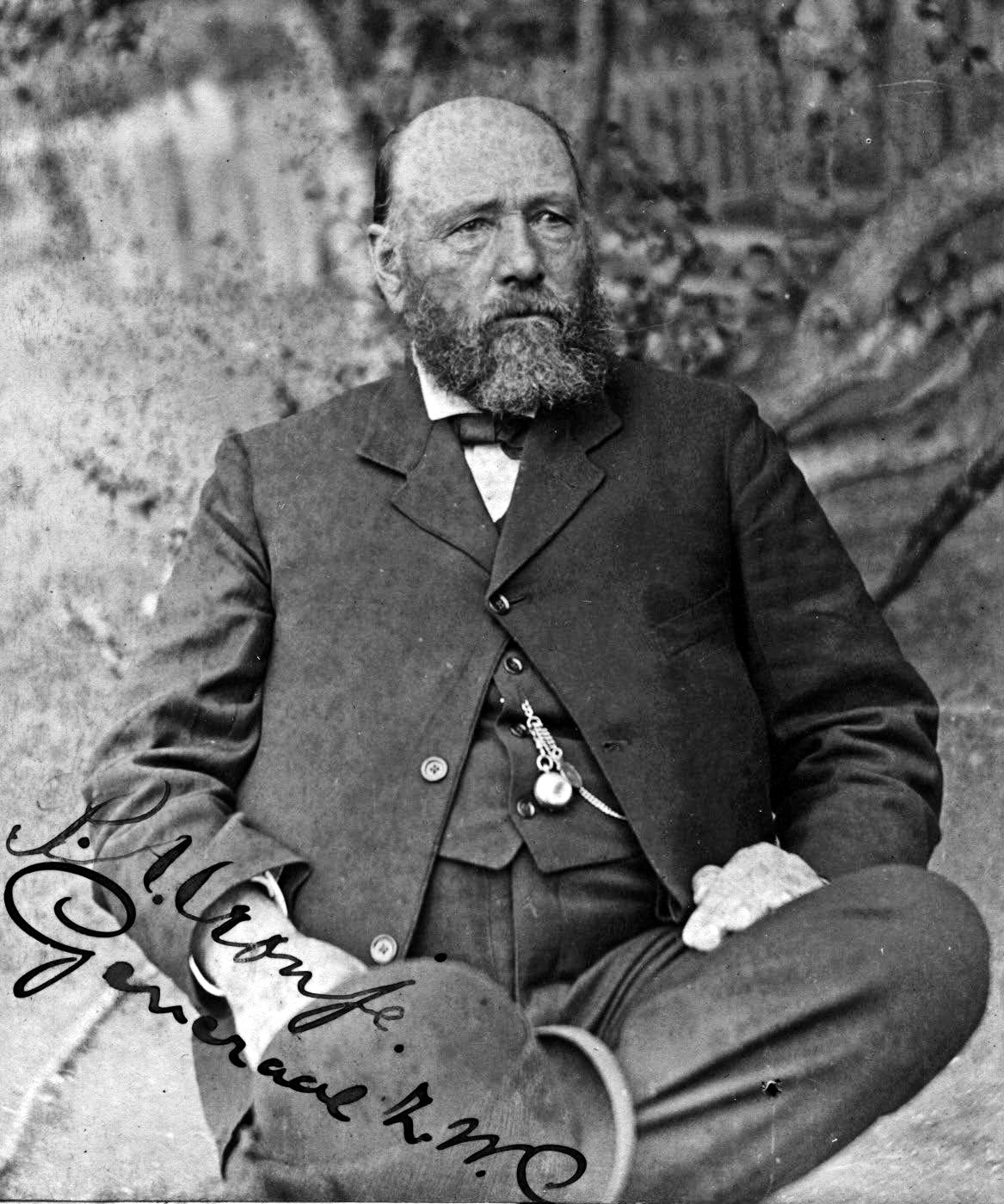
Piet Cronjé

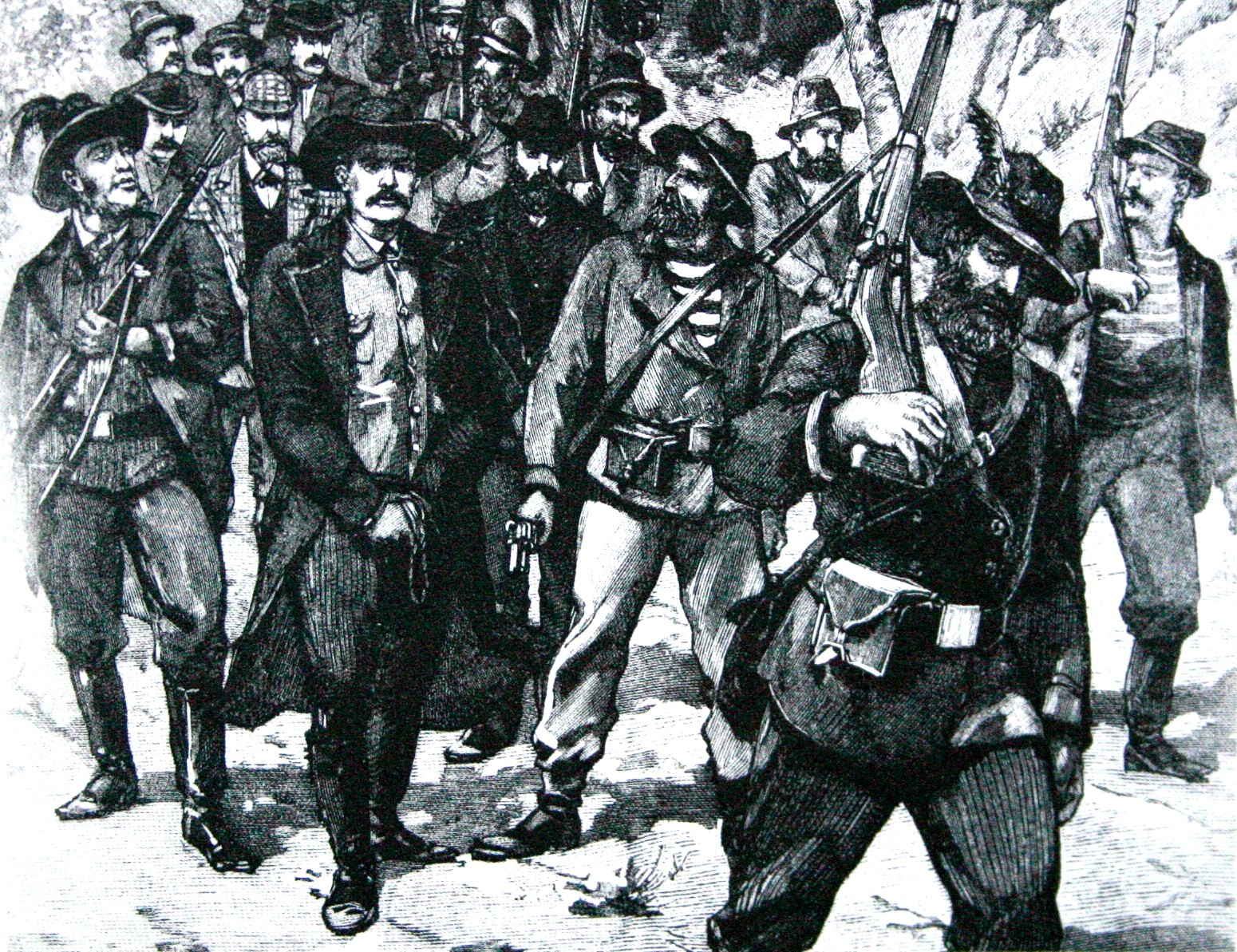
Gefangennahme Jamesons am 2. Januar 1896, Zeichnung im Petit Parisien

Jameson traf auf ersten Widerstand, als es am 1. Januar zu einem kurzen Schusswechsel mit einem burischen Außenposten kam. Mittags traf er auf eine weitere kleine Bureneinheit, die sich eingegraben hatte und die Straße nach Johannesburg blockierte. Mit dieser lieferten sich Jamesons Truppen ein mehrstündiges Feuergefecht, welches sie einige Männer und viele Pferde kostete. Gegen Abend zog sich Jameson zurück und marschierte nach Südosten, um den Buren in die Flanke zu fallen. Die Buren folgten ihm jedoch, und am Morgen des 2. Januar trafen Jamesons erschöpfte Truppen auf stärkere burische Einheiten und Artillerie, die sie bei Doornkop (westlich des heutigen Soweto) bereits erwarteten. In dem darauf folgenden Feuergefecht verlor Jameson 30 Mann, bevor er die Lage als hoffnungslos erkannte und sich dem burischen Kommandeur Piet Cronjé ergab. Die Überlebenden wurden daraufhin in Pretoria inhaftiert.

## Folgen
Die burische Regierung übergab die überlebenden Teilnehmer des Raids später den Briten zur Aburteilung. Die Gefangenen wurden nach London gebracht, und die Regierung von Transvaal erhielt eine Entschädigung in Höhe von einer Million Pfund von der Britischen Südafrika-Gesellschaft. Mehrere Mitglieder des Reform Committee wurden zum Tode verurteilt; später wurden die Strafen jedoch in hohe Geldstrafen umgewandelt. Jameson wurde in England der Führung des Raids angeklagt. Währenddessen wurde er von der britischen Presse und Öffentlichkeit gefeiert, die seine Niederlage als Sieg interpretierte. Er wurde zu 15 Monaten Haft verurteilt, von denen er jedoch nur fünf Monate in Holloway absaß.
Von 1904 bis 1908 war Jameson Premierminister der Kapkolonie und schließlich einer der Begründer der Südafrikanischen Union.
Die Affäre belastete das ohnehin schon angespannte anglo-burische Verhältnis, das letztlich zum Zweiten Burenkrieg führte, noch zusätzlich. Infolge des fehlgeschlagenen Überfalls trat Rhodes als Premierminister der Kapprovinz zurück.
Der Raid wurde von den Regierungen Frankreichs, Deutschlands und Russlands als von der britischen Regierung gesteuert eingeschätzt.
Eine weitere Eskalation ergab sich aus der darauf folgenden Krüger-Depesche, in der der deutsche Kaiser Wilhelm II. den Präsidenten der Südafrikanischen Republik Paul Kruger zur Abwehr des Überfalls beglückwünschte, die Burenrepublik anerkannte und ihr Unterstützung anbot. Die damals bereits unterkühlten Beziehungen zwischen dem Vereinigten Königreich und dem Deutschen Reich erreichten hierdurch einen neuen Tiefpunkt.